# Математика в девяти книгах

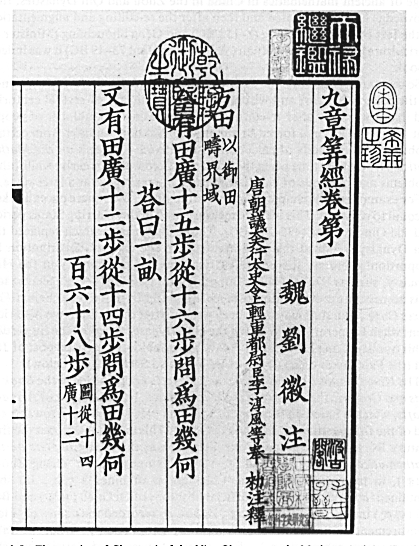
Математика в девяти книгах (начало)

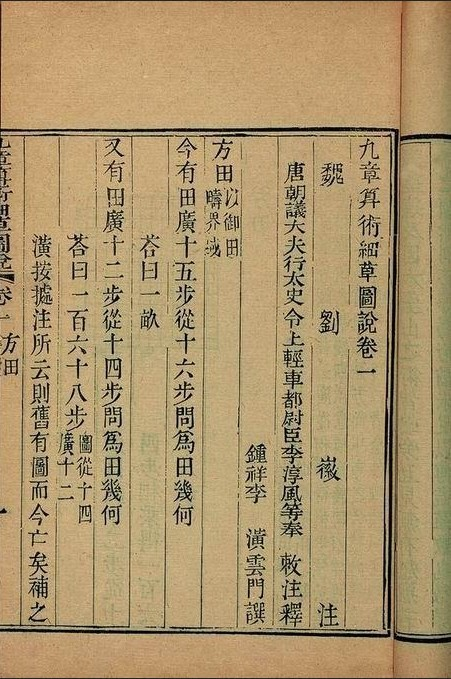
Страница Математики в девяти книгах

«Математика в девяти книгах» (кит. трад. 九章算術, упр. 九章算术, пиньинь jiǔ zhāng suànshù, палл. Цзю чжан суаньшу) — классическое сочинение, энциклопедия знаний древнекитайских математиков. Представляет собой слабо согласованную компиляцию более ранних трудов разных авторов, написанных в X век до н. э. — II век до н. э. Окончательно отредактирована финансовым чиновником Чжан Цаном (умер в 150 году до н. э.). В ней собраны 246 задач, изложенных в традиционном восточном духе, то есть рецептурно: формулируется задача, сообщается готовый ответ и (очень кратко и не всегда) указывается способ решения. В книге нет доказательств, чертежей и каких-либо методических разъяснений, большинство задач имеет ясный прикладной характер.
В китайских летописях упоминается не дошедшее до нас математическое сочинение «Цзю шу» (XII век до н. э.), оглавление которого почти совпадает с оглавлением «Математики в девяти книгах». Из этого можно сделать вывод о значительной древности большинства изложенных в данной книге знаний. Обычно «Математика в девяти книгах» издаётся в редакции и с комментариями Лю Хуэя (263 год).

## Краткое содержание
Каждая из 9 глав (книг) представляет собой завершённый текст, не ссылающийся на другие главы.
1. 方田 Фан тянь, «Измерение полей» — Вычисление площадей: треугольники, многоугольники, круг, сегменты и секторы круга, круговое кольцо (судя по пояснениям, автор принимал, что {\displaystyle \pi =3})[2]. Операции с дробями. Алгоритм поиска наибольшего общего делителя двух чисел, аналогичный евклидовскому.
2. 粟米 Су ми, «Соотношение злаков» — Правила обмена и торговли, в основном для зерновых культур (задачи на пропорции).
3. 衰分 Шуай фэнь, «Деление по ступеням» — Пропорциональное распределение товара.
4. 少廣 Шао гуан — Теория делимости. Извлечение квадратных и кубических корней. Измерение круга, сферы и шара.
5. 商功 Шан гун, «Оценка работ» — Объёмы различных тел: параллелепипед, призма, пирамида, цилиндр, конус. Расчёт трудозатрат при строительстве.
6. 均輸 Цзюнь шу, «Пропорциональное распределение» — Дополнительные сведения о пропорциональном распределении и задачи разного характера: прогрессии, совместный труд и др.
7. 盈不足 Ин бу цзу, «Избыток-недостаток» — Решение систем из двух линейных уравнений с помощью «правила ложного положения».
8. 方程 Фан чэн — Решение систем произвольного числа линейных уравнений. В ряде примеров используются отрицательные числа.
9. 勾股 Гоу гу — Теорема Пифагора и её приложения.

## Примеры задач
Приводимые ниже номера задач были добавлены переводчиком для удобства ссылок, в оригинале задачи не пронумерованы.

### Книга 3
2. Буйвол, лошадь и овца потравили чужой посев. Хозяин посева в возмещение убытка потребовал 5 доу зерна [1 доу равен 10 шэнам (около 10 литров)]. Хозяин овцы сказал: «Моя овца потравила половину того, что потравила лошадь». Хозяин лошади сказал: «Моя лошадь потравила половину того, что потравил буйвол». Спрашивается, сколько внесёт каждый, если [убыток] вносится соответственно?
Ответ: хозяин  буйвола  должен  внести  2 доу {\displaystyle 8{\frac {4}{7}}}  шэна, хозяин лошади должен внести 1 доу {\displaystyle 4{\frac {2}{7}}} шэна, хозяин овцы должен  внести {\displaystyle 7{\frac {1}{7}}} шэна.

### Книга 6
12. Быстро идущий проходит 100 бу, медленно идущий [за это же время] проходит 60 бу. Пусть теперь медленно идущий прошёл сначала 100 бу, [после чего] быстро идущий догоняет его. Спрашивается, сколько [пройдут они], пока один догонит [другого]?
Ответ: 250 бу.
14. Заяц сначала пробежал 100 бу. Собака, преследуя его, пробежала 250 бу и, не добежав до него 30 бу, остановилась. Спрашивается, сколько бу должна пробежать, не останавливаясь, собака, чтобы догнать зайца?
Ответ:  {\displaystyle 107{\frac {1}{7}}} бу.
20. Дикая утка от южного моря до северного летит 7 дней. Дикий гусь от северного моря до южного летит 9 дней. Теперь дикая утка и дикий гусь вылетают одновременно. Через сколько дней они встретятся?
Ответ: полутора часов не достанет до исхода четвертых суток.
21. А отправился из Чанъаня и достигает княжества Ци за 5 дней. Б отправился из княжества Ци и достигает Чанъаня за 7 дней. [Пусть] теперь Б [находился в пути] уже 2 дня, (когда] А отправляется из Чанъаня. Спрашивается, через сколько дней они встретятся?
Ответ:   через 2 дня и 2 часа..

### Книга 7
1. Сообща покупают вещь. Если каждый человек внесёт по 8 [монет], то будут 3 лишних. Если [каждый] человек внесёт по 7 [монет], то 4 не хватит. Спрашивается количество людей и стоимость вещи.
Ответ: 7 человек, 53 монеты.
13. 1 доу чистого вина стоит 50 цяней, 1 доу разбавленного вина стоит 10 цяней. Когда их перемешали, получилось 2 доу ценою в 30 цяней. Спрашивается, сколько смешали того и другого вина?
Ответ: чистого вина было {\displaystyle {\frac {1}{4}}} доу, разбавленного — {\displaystyle 1{\frac {3}{4}}} доу.

### Книга 8
9. Имеется 5 воробьёв и 6 ласточек. Их взвесили на весах, и вес всех воробьёв больше веса всех ласточек. Если поменять местами одну ласточку и одного воробья, то вес будет одинаковым. Общий вес всех ласточек и воробьёв: 1 цзинь (500 граммов). Спрашивается, сколько весят ласточка и воробей.
Ответ: вес воробья {\displaystyle {\frac {2}{19}}}, вес ласточки: {\displaystyle {\frac {3}{38}}} цзиня.

### Книга 9
6. Имеется водоём со стороной в 1 чжан [1 чжан = 10 чи]. В центре его растёт камыш, который выступает над водой на 1 чи. Если потянуть камыш к берегу, то он как раз коснётся его. Спрашивается: какова глубина воды и какова длина камыша?
Ответ: глубина воды 1 чжан 2 чи, длина камыша 1 чжан 3 чи.
13. Бамбук высотой 1 чжан надломили, часть выше надлома пригнули к земле, и она коснулась земли на расстоянии 3 чи [1 чжан = 10 чи] от основания ствола. На какой высоте бамбук был надломлен?
Ответ: {\displaystyle 4{\frac {11}{20}}} чи.
20. Имеется город с границей в виде квадрата со стороной неизвестного размера, в центре каждой стороны находятся ворота. На расстоянии 20 бу  от северных ворот (вне города) стоит столб. Если пройти от южных ворот прямо 14 бу, затем повернуть на запад и пройти еще 1775 бу, то можно увидеть столб. Спрашивается: какова сторона границы города?
Ответ: 250 бу.

## Издания

### На русском языке
- «Математика в девяти книгах»/ Перевод и примечания Э. И. Березкиной // Историко-математические исследования. — М.: ГИТТЛ, 1957. — № 10. — С. 439—584.

### На китайском языке
- 《九章算术》原文 «Математика в девяти книгах» (на китайском языке, традиционные иероглифы)

### На других языках
- Kurt Vogel. Neun Bücher Arithmetischer Technik, Friedrich Vieweg und Sohn Braunsweig 1968
- Shen Kangshen. The Nine Chapters on the Mathematical Art, Oxford, 1999. ISBN 0-19-853936-3
- Chemla, Karine, et Shuchun Guo. Les neuf chapitres: le classique mathématique de la Chine ancienne et ses commentaires, Paris, Dunod, 2004.